# Nepotilla mimica
Nepotilla mimica é uma espécie de gastrópode do gênero Nepotilla, pertencente a família Raphitomidae.